# نافذة المائة جنيه
نافذة المائة جنيه هو فيلم جريمة كوميدي بريطاني عام 1944 من إخراج بريان ديزموند هيرست وبطولة آن كروفورد وديفيد فارار وفريدريك ليستر وريتشارد أتينبورو. يجب على محاسب أن يأخذ وظيفة ثانية للعمل في مضمار سباق، حيث سرعان ما يختلط مع حشد مشبوه.
صور الفيلم في استوديوهات تيدينغتون، موطن الفرع البريطاني لشركة وارنر برذرز.

## طاقم التمثيل
- آن كروفورد في دور جوان درابر
- ديفيد فارار في دور جورج غراهام
- فريدريك ليستر في دور إرنست دريبر
- ماري كلير في دور ميلي درابر
- ريتشارد أتينبورو في دور تومي درابر
- نيل ماكجينيس في دور تشيك سلاتر
- ديفيد هاتشيسون في دور ستيف هاليجان
- كلود أليستر في دور حضرة. فريدي
- كلود بيلي في دور جون د. همفريز
- هازل براي في دور مغنية الكباريه
- بيتر جوثورن في دور فان رايدن
- أنتوني هاوتري في دور إيفانز
- ديفيد هورن في دور بالدوين
- فرنسيس ليستر في دور الكابتن جونسون
- روبي ميلر في دور السيدة ريمينجتون
- بريفني أورورك في دور كينيدي
- جون سالو في دور ووكر
- جون سلاتر في دور أونيل
- سي. دينير وارن في دور بلودجيت

## الفهرس
- كاستل، ديفيد. ريتشارد أتينبورو: سيرة ذاتية مصورة . بودلي هيد، 1984.

## روابط خارجية
- نافذة المائة جنيه  في قاعدة بيانات الأفلام على الإنترنت (بالإنجليزية)
- British Film Institute entry (not the BFI source above)

قالب:Brian Desmond Hurst